# Nebojse
Nebojse is een plaats in de gemeente Desinić in de Kroatische provincie Krapina-Zagorje. De plaats telt 88 inwoners (2001).